# 莘口镇
莘口镇是中国福建省三明市三元区下辖的一个镇。

## 行政区划
莘口镇共辖1个居委会及14个行政村，分别是：
杉口居委会、莘口村、沙阳村、黄砂村、曹源村、楼源村、西际村、柳城村、高山村、龙泉村、后溪村、炉洋村、蓬坑村、清溪村、中央溪村。